# Az állatok világa (Brehm)
Az állatok világa (eredeti címén: Thierleben vagy Brehms Tierleben), Alfred Brehm német természettudós zoológiai témakörű, nagy terjedelmű, enciklopédikus munkája, mely először 1863–1869-ben német nyelven jelent meg. Később sok nyelven kiadták; a tudományos ismeretek gazdagodásának megfelelően tartalmát korszerűsítették, bővítették.

## Magyar kiadásai
Az első magyar nyelvű változat nagy alakú papírra (26×18 cm) nyomott díszes borítójú, fekete-fehér és színes képekkel gazdagon illusztrált tíz kötetben, 1901 és 1907 között jelent meg Budapesten a Légrády Testvérek kiadásában, körülbelül 7300 oldal terjedelemben. A művet az 1920-as években másodszor is kiadták, ezúttal a Christensen és Társa Gutenberg Könyvkiadó Vállalat jóvoltából 19 kötetben (kb. 7700 oldal). A harmadik kiadás 1959–1960-ban történt meg a Bibliotheca Kiadó gondozásában. 1992–1998-ban a Kassák Kiadó reprint kiadásban ismét megjelentette a II. kiadás köteteit.

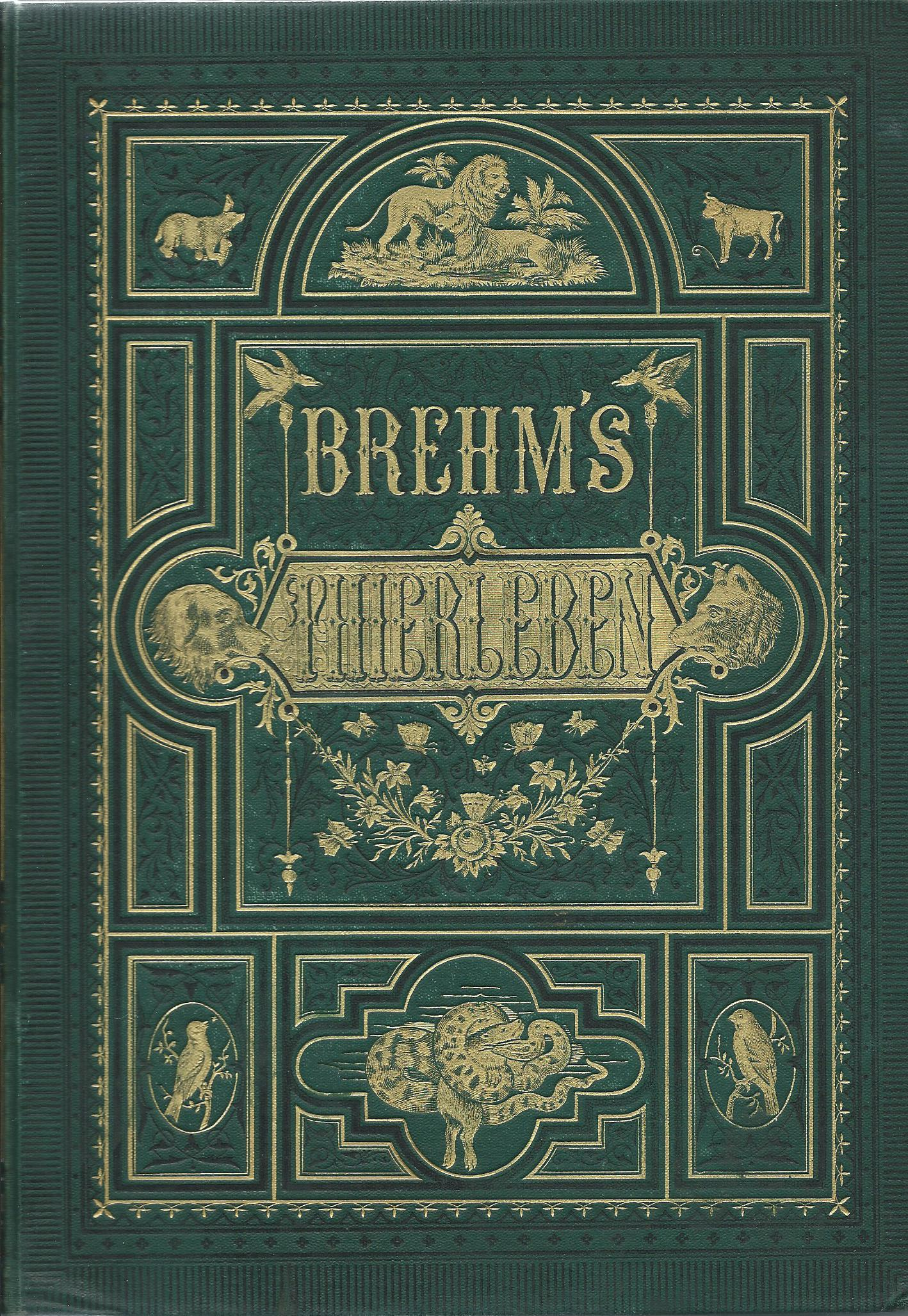
Brehm: Thierleben (Az állatok világa) című műve 1876–79-es német kiadásának borítója

Még az 1920-as években egy sűrített Állatok világa is megjelent Rapaics Raymund szerkesztésében Az állatok világa – Egy kötetben címmel, amelyet később Kis Brehm néven emlegettek. Ezt a művet az ÁKV–Maecenas Kiadó nyomta újra Budapesten 1989-ben. Később ugyanígy a Merényi Kiadó Kft. is megjelentette egyszerűbb papíron. 2007-ben a Pallas Antikvárium Kft. adott ki egy harmadik reprint kiadást, de a kötetet négy még kisebb kötetre bontotta.

### Kiadások
- Az állatok világa. Brehm Alfréd "Tierleben" című korszakos nagy művének magyarba átültetett, ismereteink mai színvonalához és a hazai viszonyokhoz alkalmazott kiadása, 1-10.; Légrády, Bp., 1901–1907
  - 1. Emlősök. 1. köt. Főemlősök, denevérek, bőrszárnyúak, ragadozók; ismereteink mai színvonalához és a hazai viszonyokhoz alkalmazta Méhelÿ Lajos; 1901
  - 2. Emlősök. 2. köt. Ragadozók, rovarevők, rágcsálók, foghíjasok; ismereteink mai színvonalához és a hazai viszonyokhoz alkalmazta Méhelÿ Lajos; 1902
  - 3. Emlősök. 3. köt. Patások, szirénák, cetek, erszényesek, csőrös emlősök; szerk. Méhelÿ Lajos, Bálint Sándor; 1903
  - 4. Madarak. 1. köt. Varjúszerű madarak; ismereteink mai színvonalához és a hazai viszonyokhoz alkalmazta Chernel István; 1902
  - 5. Madarak. 2. köt. Varjúszerű madarak [folyt.], papagályszerű madarak, galambszerű madarak, tyúkszerű madarak, guvatszemű madarak, darúszerű madarak; szerk. Chernel István; 1903
  - 6. Madarak. 3. köt. Lileszerű madarak, úszószárnyúak, viharmadarak, vágómadarak, tüskésszárnyú madarak, nandúszerű madarak, szőrös madarak, struccszerű madarak; közrem. Chernel István; 1904
  - 7. Csúszómászók és kétéltűek; ismereteink mai színvonalához és a hazai viszonyokhoz alkalmazta Bálint Sándor; 1905
  - 8. Halak; szerk. Kohaut Rezső; 1905
  - 9. Rovarok, százlábúak és pókok; szerk. Lósy József; 1906
  - 10. Alsórendű gerinctelen állatok; szerk. Rátz István, ifj. Entz Géza; 1907
- Az állatok világa egy kötetben; átdolg. Rapaics Raymund; Légrády–Genius, Bp., 1926 (hasonmásban: 1996)
- Az állatok világa, 1-19.; bev. Klebelsberg Kunó; átdolg., az új felfedezésekkel és a magyar vonatkozásokkal kieg. új kiad.; Gutenberg, Bp., 1929–1933
  - 1. Emlősök. Főemlősök, majmok; szerk. Éhik Gyula; 1929
  - 2. Emlősök. Majmok, félmajmok, párosujjú patások; szerk. Éhik Gyula; 1929
  - 3. Emlősök. Párosujjú patások, páratlanujjú patások, talponjáró emlősök, szirénák; szerk. Éhik Gyula; 1929
  - 4. Emlősök. Ormányos emlősök, cetek, ragadozó emlősök; szerk. Éhik Gyula; 1929
  - 5. Emlősök. Ragadozó emlősök, úszólábúak, rágcsálók; szerk. Éhik Gyula; 1929
  - 6. Emlősök. Rágcsálók; szerk. Éhik Gyula; 1929
  - 7. Emlősök. Újvilági foghíjasok, pikkelyesek, csövesfogúak, denevérek, rovarevők, erszényesek, csőrös emlősök; szerk. Éhik Gyula; 1929
  - 8. Madarak. Tarajos mellcsontúak, verébszerű madarak; szerk. Schenk Jakab; 1933
  - 9. Madarak. Veréb-szerű madarak, szalakóta-szerű, kakuk-szerű, lile-szerű madarak; szerk. Schenk Jakab; 1933
  - 10. Madarak. Daruszerű, tyúkszerű madarak; szerk. Schenk Jakab; 1933
  - 11. Hüllők; átdolg. Werner Ferenc, szerk. Soós Lajos; 1933
  - 12. Hüllők és kétéltűek; átdolg. Werner Ferenc, szerk. Soós Lajos; 1933
  - 13. Halak; átdolg. Franz Viktor, Steche Otto, szerk., átdolg. Leidenfrost Gyula; 1933
  - 14. Halak, kerekszájúak, fejetlenek és zsákállatok; átdolg. Franz Viktor, Steche Ottó, szerk., átdolg. Leidenfrost Gyula; 1933
  - 15. Ízeltlábúak. Rágócsápúak, ászkapókok, rovarok; szerk. Csiki Ernő; 1933
  - 16. Ízeltlábúak. Rovarok. Soklábúak, őslégcsövesek, medveállatok, féregatkák, rákok; szerk. Csiki Ernő; 1933
  - 17. Rákok és alsórendű állatok. Puhatestűek, tüskésbőrűek, mohaállatok, pörgekarúak; átdolg. Soós Lajos; 1933
  - 18. Alsórendű állatok. Férgek, tömlősök, szivacsok, véglények és a sejtekre tagoltak, sejtekre nemtagoltak általában; szerk. Gelei József; 1933
  - 19. Paul de Kruif: Bacillusok; ford. Detre László, magyar vonatkozásokkal kieg. Győry Tibor, Bálint Nagy István, bev. Entz Béla; 1933 után
- Az állatok világa, 1-2.; szerk. Éhik Gyula, előszó Klebelsberg Kuno; Natura, Bp., 1938
- Az állatok világa, 1-4.; átdolg. Walter Rammner, ford. Ákos Károly; Biblioteca, Bp., 1957
- Az állatok világa. Egy kötetben. Kis Brehm; átdolg. Rapaics Raymund; ÁKV-Maecenas, Bp., 1989 (ÁKV-Maecenas reprint-sorozat)
- Az állatok világa. Kis Brehm, 1-4.; átdolg. Rapaics Raymund; Pallas, Gyöngyös, 2007

## Kapcsolódó képek
A kötetek egész oldalas- és szövegképekkel gazdagon illusztrálva jelentek meg.

## Tartalom
A magyar első, fő kiadás köteteinek tartalma:
| Kötetszám | Kötetcím     | Kiadási év |
| --------- | ------------ | ---------- |
| I.        | Emlősök I.   | 1901       |
| II.       | Emlősök II.  | 1902       |
| III.      | Emlősök III. | 1903       |
| IV.       | Madarak I.   | 1902       |
| V.        | Madarak II.  | 1903       |

| Kötetszám | Kötetcím            | Kiadási év |
| --------- | ------------------- | ---------- |
| VI.       | Madarak III.        | 1904       |
| VII.      | Csúszómászók        | 1905       |
| VIII.     | Halak               | 1905       |
| IX.       | Rovarok             | 1906       |
| X.        | Alsóbbrendű állatok | 1907       |